# Ауновский, Владимир Александрович
Владимир Александрович Ауновский (1 (13) июня 1835 — 26 февраля (10 марта) 1875) — российский педагог, этнограф, статистик.

## Биография
Родился в Вытегре Олонецкой губернии 1 (13) июня 1835 года. Мать, Наталья Ивановна Ауновская (в девичестве — Головинская), внучка Андрея Егоровича Головинского, который был внебрачным сыном Александра Васильевича Толстого (1738—1815), симбирского губернатора в 1797—1799 годах.
В 1858 году окончил физико-математическое отделение петербургского Главного педагогического института и был назначен учителем естественной истории в Пензенский дворянский институт и 1859 году переведён в Пензенскую гимназию. С 1862 года он преподавал в Нижегородской гимназии. 

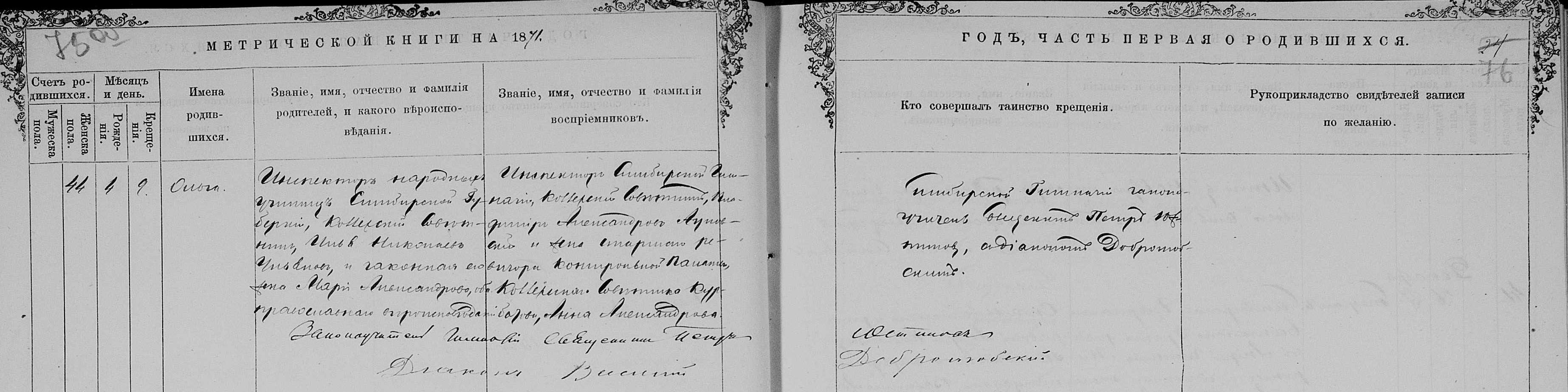
Запись в метрической книге о рождении Ольги Ильиничны Ульяновой, 9.11.1871 г. (восприемник - инспектор Симбирской гимназии, коллежский советник Владимир Александрович Ауновский).

В 1864 году в Нижнем Новгороде Владимир Александрович и его мать Наталья Ивановна стали восприемниками первого ребенка Ульяновых — Анны. Затем, 16 апреля 1870 года Наталья Ивановна стала восприемником В. И. Ульянова-Ленина, а 9 ноября 1871 года Владимир Александрович — восприемником дочери И. Н. Ульянова Ольги.                                                                                                                                                                              
В июне 1865 года был переведён во 2-ю Казанскую гимназию, но с 4 января 1866 года был оставлен за штатом вследствие преобразования гимназии из реальной в классическую; стал вести уроки латинского языка. С 1866 года — учитель математики, а затем инспектор Симбирской мужской гимназии. 
В 1872 году, по рекомендации И. Н. Ульянова, он был назначен директором Порецкой учительской семинарии. Занимался статистикой и этнографией. В связи с болезнью уволился, но по направлению Министерства народного просвещения находился в научной командировке за границей, по возвращении из которой в 1874 году был назначен директором Псковской учительской семинарии.
Скончался в Пскове 26 февраля (10 марта) 1875 года.